# Rodrigo Zalazar
Rodrigo Zalazar, né le 12 août 1999 à Albacete, est un footballeur international uruguayen qui joue au poste de milieu de terrain à SC Braga.
Il est le fils de José Zalazar, ancien footballeur international uruguayen. Son grand frère Kuki Zalazar (en), de un an son aîné, est également footballeur au SD Ponferradina.

## Biographie

### En club
Rodrigo Zalazar naît à Albacete en Espagne, son père étant footballeur pour le club de la ville, l'Albacete Balompié.
Il commence le football à l'âge de 8 ans à l'Albacete Balompié et rejoint en 2015 le centre de formation du Málaga CF.
Repéré par le club allemand de l'Eintracht Francfort, il y signe son premier contrat professionnel en 2019 pour une durée de quatre saisons. Trois jours après avoir rejoint l'Eintracht Francfort, l'équipe polonaise du Korona Kielce obtient son prêt pour une durée d'une saison. Il fait ses débuts professionnels le 20 juillet 2019, en remplaçant Erik Pačinda (en) à la 70e minute lors d'une victoire 1-0 en championnat contre Raków Częstochowa.
Le 6 août 2020, le club du 2. Bundesliga du FC St. Pauli annonce le prêt de Rodrigo Zalazar pour une saison.
Le 4 août 2021, il rejoint Schalke 04 en prêt d'une saison avec option d'achat. Le 25 mars 2022, l'option d'achat est levée par Schalke 04 qui lui fait signer un contrat jusqu'en juin 2026.

### En équipe nationale
Avec les moins de 20 ans, il inscrit un but lors d'un match amical contre le Maroc en août 2018. Il participe ensuite l'année suivante au championnat sud-américain des moins de 20 ans organisé au Chili. Lors de cette compétition, il joue sept matchs. Avec un bilan de quatre victoires, deux nuls et trois défaites, l'Uruguay se classe troisième du tournoi.

## Statistiques
| Saison                | Club                  | Championnat           | Championnat | Championnat | Championnat | Coupe(s) nationale(s) | Coupe(s) nationale(s) | Coupe(s) nationale(s) | Compétition(s) continentale(s) | Compétition(s) continentale(s) | Compétition(s) continentale(s) | Compétition(s) continentale(s) | Uruguay | Uruguay | Uruguay | Total | Total | Total |
| Saison                | Club                  | Division              | M.          | B.          | P.d.        | M.                    | B.                    | P.d.                  | Comp.                          | M.                             | B.                             | P.d.                           | M.      | B.      | P.d.    | M.    | B.    | P.d.  |
| 2019-2020             | Korona Kielce (prêt)  | Ekstraklasa           | 8           | 0           | 0           | 1                     | 0                     | 0                     | -                              | -                              | -                              | -                              | -       | -       | -       | 9     | 0     | 0     |
| 2020-2021             | FC St. Pauli (prêt)   | 2. Bundesliga         | 34          | 6           | 6           | 1                     | 0                     | 0                     | -                              | -                              | -                              | -                              | -       | -       | -       | 35    | 6     | 6     |
| 2021-2022             | Schalke 04 (prêt)     | 2. Bundesliga         | 30          | 6           | 7           | 2                     | 1                     | 0                     | -                              | -                              | -                              | -                              | -       | -       | -       | 32    | 7     | 7     |
| 2022-2023             | Schalke 04            | Bundesliga            | 21          | 1           | 4           | 1                     | 1                     | 0                     | -                              | -                              | -                              | -                              | 1       | 2       | 0       | 23    | 4     | 4     |
| Sous-total            | Sous-total            | Sous-total            | 51          | 8           | 11          | 3                     | 1                     | 0                     | -                              | -                              | -                              | -                              | 1       | 2       | 0       | 55    | 11    | 11    |
| 2023-2024             | SC Braga              | Liga Betclic          | 32          | 6           | 6           | 6                     | 2                     | 1                     | C1+C3                          | 9+2                            | 0                              | 1                              | 1       | 0       | 0       | 50    | 8     | 8     |
| 2024-2025             | SC Braga              | Liga Betclic          | 19          | 6           | 5           | 2                     | 1                     | 0                     | C3                             | 8                              | 2                              | 2                              | 1       | 0       | 0       | 30    | 9     | 7     |
| 2025-2026             | SC Braga              | Liga Betclic          | 1           | 0           | 0           | 0                     | 0                     | 0                     | C3                             | 4                              | 2                              | 0                              | 0       | 0       | 0       | 5     | 2     | 0     |
| Sous-total            | Sous-total            | Sous-total            | 52          | 12          | 11          | 8                     | 3                     | 1                     | -                              | 23                             | 4                              | 3                              | 2       | 0       | 0       | 85    | 19    | 15    |
| Total sur la carrière | Total sur la carrière | Total sur la carrière | 145         | 26          | 28          | 13                    | 4                     | 1                     | -                              | 23                             | 4                              | 3                              | 3       | 2       | 0       | 184   | 36    | 32    |

## Palmarès
| Schalke 04 (1)                                        |
| ----------------------------------------------------- |
| - Championnat d'Allemagne de D2 (1) - Champion : 2022 |